# CCCP Fedeli alla linea
CCCP Fedeli alla linea o simplement CCCP; va ser un grup de punk rock italià originari de Reggio de l'Emília, va ser molt influent a Itàlia a la dècada de 1980. Han inspirat diversos grups italians posteriors com Massimo Volume, Punkreas, Le luci della centrale elettrica, Marlene Kuntz, els Offlaga Disco Pax, el Ministri, i Linea 77 i altres artistes de rock alternatiu.
També segueixen el seu influx Modena City Ramblers, Subsonica, Jolaurlo, La Crus, Tre allegri ragazzi morti i Gianna Nannini. El seu nom, CCCP, pronunciat en italià; ci-ci-ci-pì, equival a la sigla russa SSSR, en alfabet cirílic Союз Советских Социалистических Республик, (transliterat: Sojuz Sovetskich Socialističeskich Respublik), que designa la Unió soviètica.
La història d'aquest grup s'inicià a Berlín el 1981, on Giovanni Lindo Ferretti i Massimo Zamboni es van trobar per primera vegada. Ferretti havia format part de Lotta Continua.
Ferretti e Zamboni, junts i Zeo Giudici, respectivament eren la veu, la guitarra i la bateria del grup anomenat MitropaNK. El grup es va completar amb Umberto Negri al baix elèctric al tornar de Berlin el grup ja es va dir CCCP Fedeli alla Linea.

## Formacions
1981

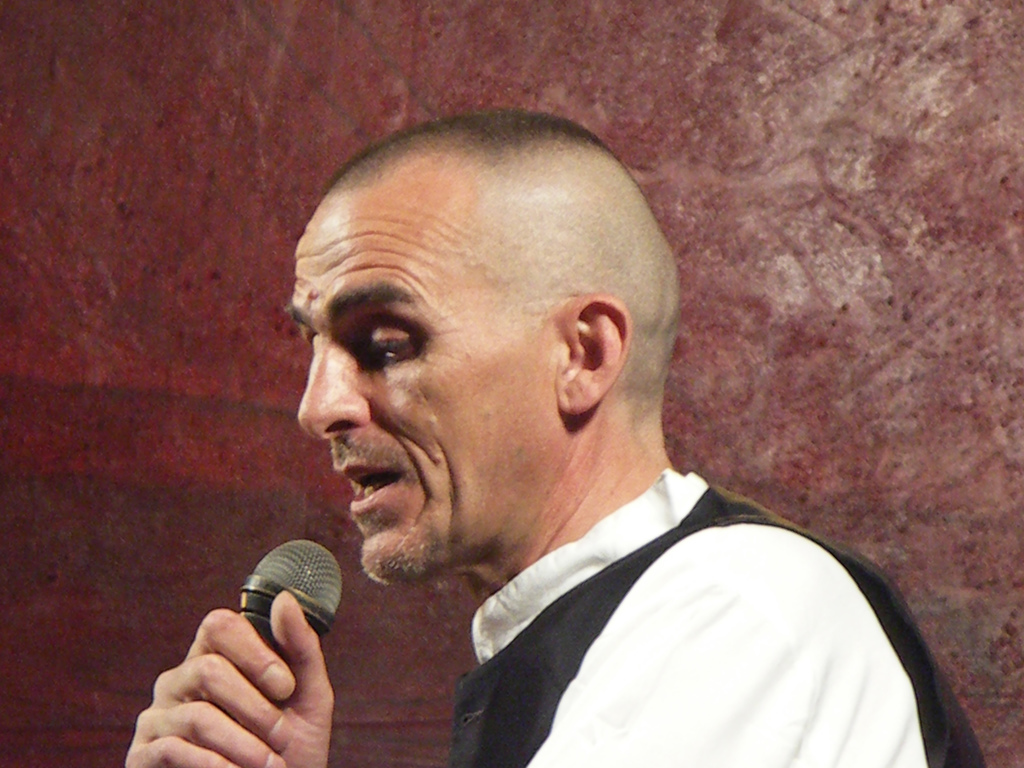
Giovanni Lindo Ferretti

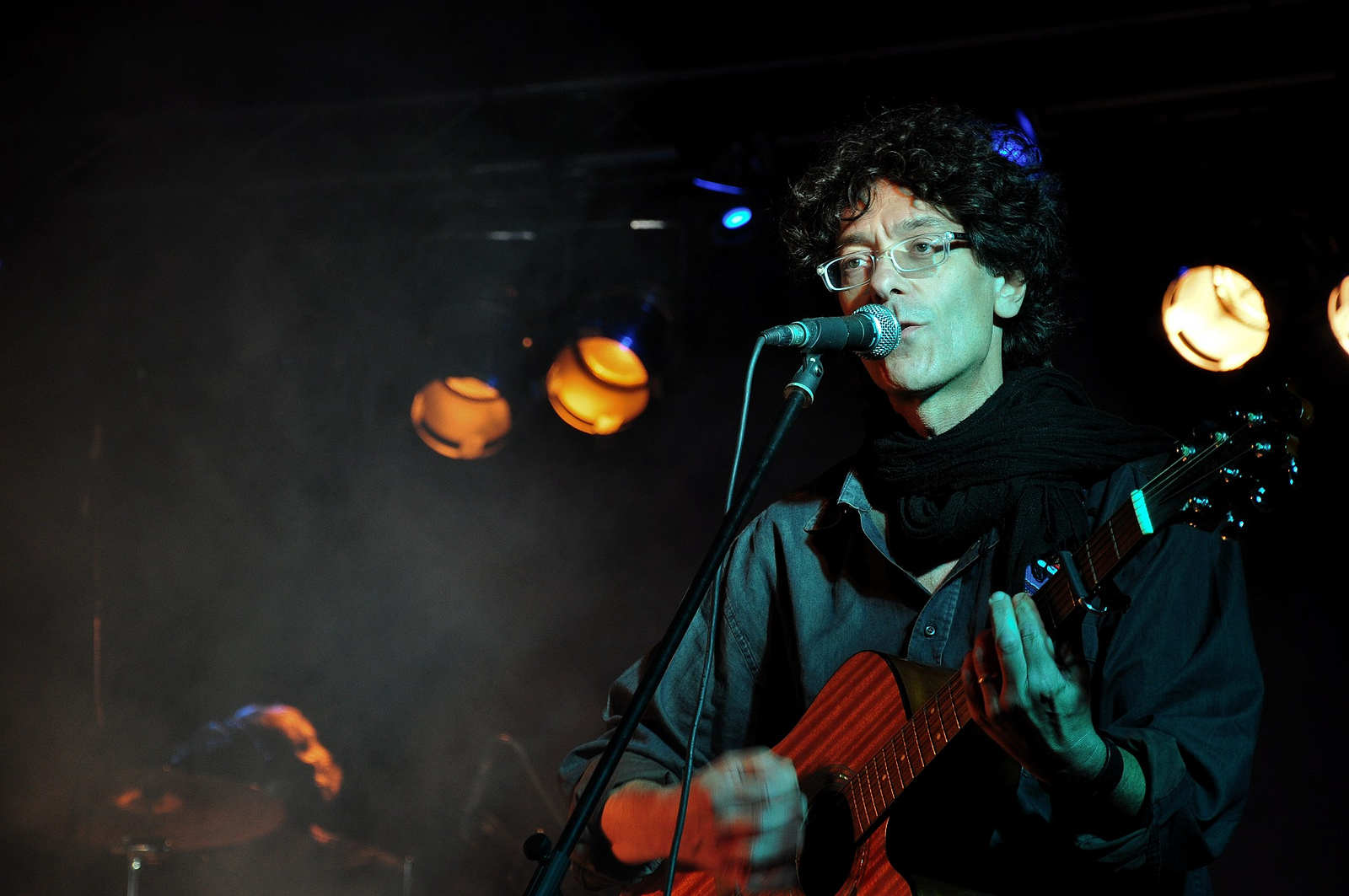
Massimo Zamboni

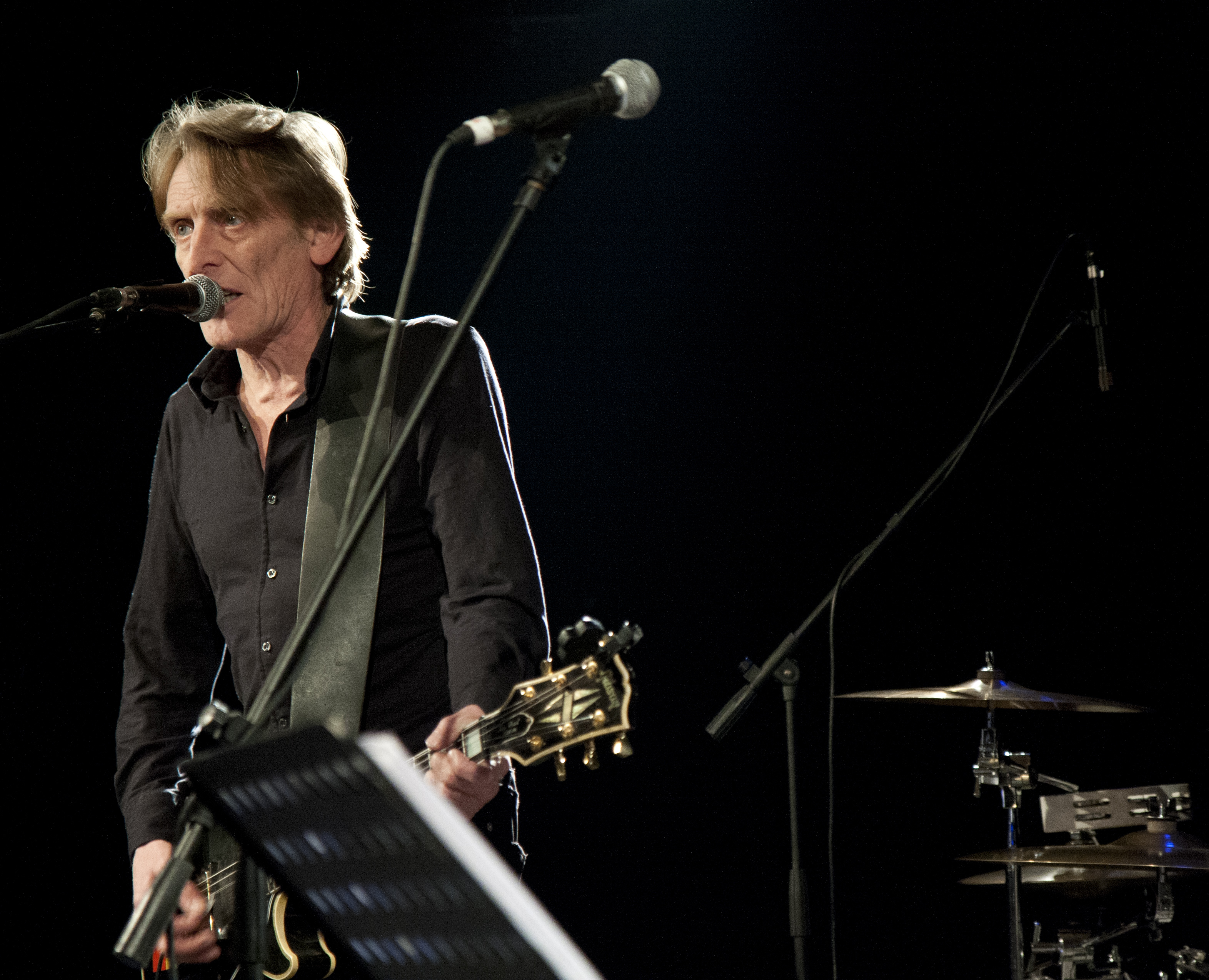
Giorgio Canali

- Giovanni Lindo Ferretti - veu (1981 - 1990)
- Massimo Zamboni - guitarra (1981 - 1990)

1982-83
- Giovanni Lindo Ferretti - veu (1981 - 1990)
- Massimo Zamboni - guitarra (1981 - 1990)
- Zeo Giudici - bateria (1981 - 1983)
- Umberto Negri - baix (1982 - 1986)

1983
- Giovanni Lindo Ferretti - veu (1981 - 1990)
- Massimo Zamboni - guitarra (1981 - 1990)
- Umberto Negri - baix (1982 - 1986)
- Mirka "il Capo" Morselli - bateria (1983)

1983-84
- Giovanni Lindo Ferretti - veu (1981 - 1990)
- Massimo Zamboni - guitarra (1981 - 1990)
- Umberto Negri - baix, bateria (1982 - 1986)

1984-86
- Giovanni Lindo Ferretti - veu (1981 - 1990)
- Massimo Zamboni - guitarra (1981 - 1990)
- Umberto Negri - baix, bateria (1982 - 1986)
- Annarella Giudici - benemerita soubrette, veu (1984 - 1990)
- Danilo Fatur - artista del popolo, veu (1984 - 1990)
- Silvia Bonvicini - veu (1984 - 1985)

1986-89
- Giovanni Lindo Ferretti - veu (1981 - 1990)
- Massimo Zamboni - guitarra (1981 - 1990)
- Annarella Giudici - benemerita soubrette, veu (1984 - 1990)
- Danilo Fatur - artista del popolo, veu (1984 - 1990)
- Carlo Chiapparini - guitarra (1986 - 1989)
- Ignazio Orlando - baix, teclat, bateria (1986 - 1989)

1989-90
- Giovanni Lindo Ferretti - veu (1981 - 1990)
- Massimo Zamboni - guitarra (1981 - 1990)
- Annarella Giudici - benemerita soubrette, veu (1984 - 1990)
- Danilo Fatur - artista del popolo, veu (1984 - 1990)
- Gianni Maroccolo - baix (1989 - 1990)
- Francesco Magnelli - teclat (1989 - 1990)
- Ringo De Palma - bateria (1989 - 1990)
- Giorgio Canali - guitarra, programació Atari 1040 (1989 - 1990)

## Discografia
Àlbums en estudi
- 1985 - 1964-1985 Affinità-divergenze fra il compagno Togliatti e noi del conseguimento della maggiore età (Attack Punk Records)
- 1987 - Socialismo e barbarie (Virgin Records)
- 1989 - Canzoni, preghiere, danze del II millennio Sezione Europa (Virgin Records)
- 1990 - Epica Etica Etnica Pathos (Virgin Records)

EP
- 1984 - Ortodossia (Attack Punk Records)
- 1985 - Ortodossia II (Attack Punk Records)
- 1985 - Compagni, cittadini, fratelli, partigiani (Attack Punk Records)

Singles
- 1987 - Oh! Battagliero/Guerra e pace (Virgin Records)
- 1988 - Tomorrow (Voulez vous un rendez vous)/Inch'Allah - ça va con Amanda Lear (Virgin Records)
- 1990 - Ragazza emancipata/Tien An Men/Trafitto allegato a un libro (Stampa Alternativa)

Recopilacions
- 1988 - Compagni, cittadini, fratelli, partigiani / Ortodossia II (Virgin Records)
- 1992 - Ecco i miei gioielli (Virgin Records)
- 1994 - Enjoy CCCP (Virgin Records)
- 2012 - Essential (EMI)

Àlbum en directe
- 1996 - Live in Punkow (Virgin Records) El 1988, els àlbums editats per Attack Punk Records van estar reeditats per Virgin Records.
Nel 2008, l'EMI ha remasteritzat en disc compacte total la seva discografia.

Obra teatral
- 1987 - Allerghia. Atto unico di confusione umana (espectacle teatral)

Videografia
- 1989 - Tempi moderni. (Nuovi forti interessanti) direcció de Luca Gasparini (VHS)